# STS-34
La STS-34 è una missione spaziale del programma Space Shuttle.
L'obiettivo della missione è stato quello del lancio della sonda Galileo verso Giove.

## Equipaggio
- Comandante: Donald Williams (2)
- Pilota: Michael McCulley (1)
- Specialista di missione: Franklin Chang-Diaz (2)
- Specialista di missione: Shannon Lucid (2)
- Specialista di missione: Ellen Baker (1)

Tra parentesi il numero di voli spaziali completati da ogni membro dell'equipaggio, inclusa questa missione.

## Parametri della missione
- Massa:
  - Navetta al lancio: 116.831 kg
  - Navetta al rientro: 88.881 kg
  - Carico utile: 22.064 kg
- Perigeo: 298 km
- Apogeo: 307 km
- Inclinazione: 34,3°
- Periodo: 1 ora, 30 minuti e 36 secondi